# Theodor Weissenberger
Theodor Weissenberger (Mühlheim am Main, 21 de diciembre de 1914 – Nürburgring, 11 de junio de 1950) fue un piloto alemán de la Luftwaffe durante la Segunda Guerra Mundial. Voló más de 500 misiones de combate, en las cuales abatió 208 aeronaves enemigas, lo que hizo de él uno de los mayores ases de la historia de la aviación. La mayoría de sus victorias fueron alcanzadas cerca del Océano Ártico, en el sector norte del Frente Oriental, pero también abatió 33 aeronaves enemigas en el Frente Occidental, incluyendo 8 mientras pilotaba el avión a reacción Messerschmitt Me 262.

## Biografía
Nacido en Mühlheim am Main, en el Imperio Alemán, Weissenberger, que había sido un piloto de planeadores en su juventud, se ofreció como voluntario para la Luftwaffe en 1936. Tras la instrucción y entrenamiento de vuelo, fue colocado en la Jagdgeschwader 77 (JG 77) en 1941. Alcanzó su primera victoria aérea en los cielos de Noruega, el 24 de octubre de 1941. Tras 23 victorias como piloto de caza-pesado, fue condecorado con la Cruz Alemana en oro, siendo después transferido para la Jagdgeschwader 5 (JG 5) en septiembre de 1942. En ella, recibió la Cruz de Caballero de la Cruz de Hierro el 13 de noviembre de 1942, tras su 38.ª victoria.
En junio de 1943, Weissenberger fue nombrado Staffelkapitän del 7./JG 5. Tras su 112.ª victoria, a 2 de agosto de 1943, fue condecorado con la Cruz de Caballero de la Cruz de Hierro con Hojas de Roble. En marzo de 1944 pasa a comandar el II./JG 5, que estaba envuelto en la Defensa del Reich. En junio de 1944 toma el mando del I./JG 5, que estuvo envuelto en el contraataque a la Invasión de Normandía. En este teatro de operaciones, Weissenberger obtuvo 25 victorias, incluyendo a su 200.ª victoria el 25 de julio de 1944. Tras recibir formación y entrenamiento en el Me 262, fue nombrado comandante del I./JG 7, la primera unidad operacional de cazas a reacción de la historia, en noviembre de 1944. Promovido a Mayor, tomó el mando de la JG 7 como Geschwaderkommodore en enero de 1945, una posición que mantuvo hasta cesar las hostilidades. 
Weissenberger se convirtió en piloto de automóviles de carrera después de la guerra y murió en Nürburgring, el 11 de junio de 1950, cuando su BMW 238 modificado se estrelló en la primera vuelta de la XV Eifelrennen, una carrera de Fórmula 2.

## Condecoraciones
Weissenberger recibió las siguientes condecoraciones:
- Cruz de Hierro
  - 2ª clase  (6 de noviembre de 1941)[2]
  - 1ª clase (17 de febrero de 1942)[2]
- Copa de Honor de la Luftwaffe, el 1 de julio de 1942, como Oberfeldwebel y piloto[3][4]
- Cruz Alemana en Oro, el 8 de septiembre de 1942 como Oberfeldwebel y piloto en la JG 5[5]
- Cruz de Caballero de la Cruz de Hierro con Hojas de Roble
  - Cruz de Caballero, el 13 de noviembre de 1942, como Leutnant y piloto en el 6./JG 5[6][7]
  - Hojas de Roble (266.ª), el 2 de agosto de 1943, como Oberleutnant y Staffelkapitän en la 7./JG 5[8][9]

Además de las condecoraciones recibidas, Weissenberger fue propuesto por Steinhoff, para recibir la Cruz de Caballero de la Cruz de Hierro con Hojas de Roble y Espadas (en alemán:Ritterkreuz des Eisernen Kreuzes mit Eichenlaub und Schwertern), después de su 200 victoria aérea. La propuesta fue recibida por el Oberkommando der Luftwaffe el 29 de enero de 1945, pero fue rechazado el 20 de febrero de 1945.